# NGC 7798
NGC 7798 (również PGC 73163 lub UGC 12884) – galaktyka spiralna (Sc), znajdująca się w gwiazdozbiorze Pegaza. Odkrył ją William Herschel 18 września 1784 roku.